# Elpidio Quirino

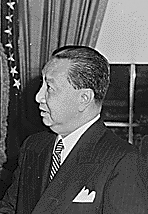
Elpidio Quirino

Elpidio Rivera Quirino (* 16. November 1890 in Vigan, Provinz Ilocos Sur, Philippinen; † 29. Februar 1956 in Novaliches) war ein philippinischer Politiker und Präsident der Philippinen.

## Studium und frühe politische Tätigkeiten
Nach dem Abschluss des Studiums der Rechtswissenschaften an der Universität der Philippinen 1915 arbeitete er in den folgenden vier Jahren zunächst als Rechtsanwalt sowie später auch als Lehrer in einem Barangay seiner Geburtsstadt Vigan. Anschließend folgte eine kurze Beschäftigung im Büro für Grundbesitz sowie als Bürovorsteher im Polizeipräsidium von Manila.
Bald darauf kam er erstmals mit der Politik in Kontakt, indem er Privatsekretär des damaligen Senatspräsidenten Manuel Quezon wurde.

## Abgeordneter, Senator und Minister
1919 begann Quirino seine politische Laufbahn, als er zum Mitglied des Repräsentantenhauses der philippinischen Legislative für die Provinz Ilocos Sur gewählt wurde.
Quirino wurde 1925 erstmals zum Senator gewählt sowie 1931 wiedergewählt. Als solcher begleitete er 1933 den damaligen Senator und späteren Präsidenten Sergio Osmeña bei der Delegationsreise in die USA zu den Verhandlungen über die Unabhängigkeit der Philippinen. Das dort 1934 ausgehandelte Tydings-McDuffie-Gesetz ebnete schließlich den Weg zum Commonwealth der Philippinen sowie der späteren Unabhängigkeit. Im Anschluss daran war er Teilnehmer der Kommission zur Ausarbeitung einer Verfassung.
Mit der anschließenden Gründung des philippinischen Commonwealth am 15. November 1935 wurde er von Präsident Quezon zum Finanzminister berufen. Dieses Amt übte er bis 1936 aus. Zugleich war er von 1935 bis 1938 Innenminister.

## Japanische Besatzung und Philippinische Republik
Von 1941 bis 1946 war er wieder gewählter Senator. Während der Besetzung der Philippinen durch Japan war er Führer einer Rebellenbewegung gegen die japanische Besatzungsmacht. Als solcher wurde er jedoch von japanischen Truppen gefangen genommen und inhaftiert. Seine Ehefrau und ihre drei Kinder wurden von japanischen Soldaten ermordet.
Nach der Rückeroberung der Philippinen durch die US-Armee unter General Douglas MacArthur ab Februar 1945 nahm er sein Amt als Senator wieder auf. Vom 17. August 1945 bis 28. Mai 1946 war er Präsident des Senats Pro Tempore, des Commonwealth-Kongresses.
Bei der ersten Präsidentschaftswahl im Frühjahr 1946 wurde Quirino zum Vizepräsidenten gewählt. Der damals gewählte Präsident Manuel Roxas berief ihn zudem zum Außenminister. Zuvor hatte sich der liberale Flügel der „Nacionalista Party“ von der Partei abgespalten und zwei eigene Gruppen gebildet: Der liberale Flügel um Roxas und Quirino sowie der liberale Flügel um den damaligen Senatspräsidenten José Avelino.

## Präsident der Republik der Philippinen

### Amtszeit 1948 bis 1953

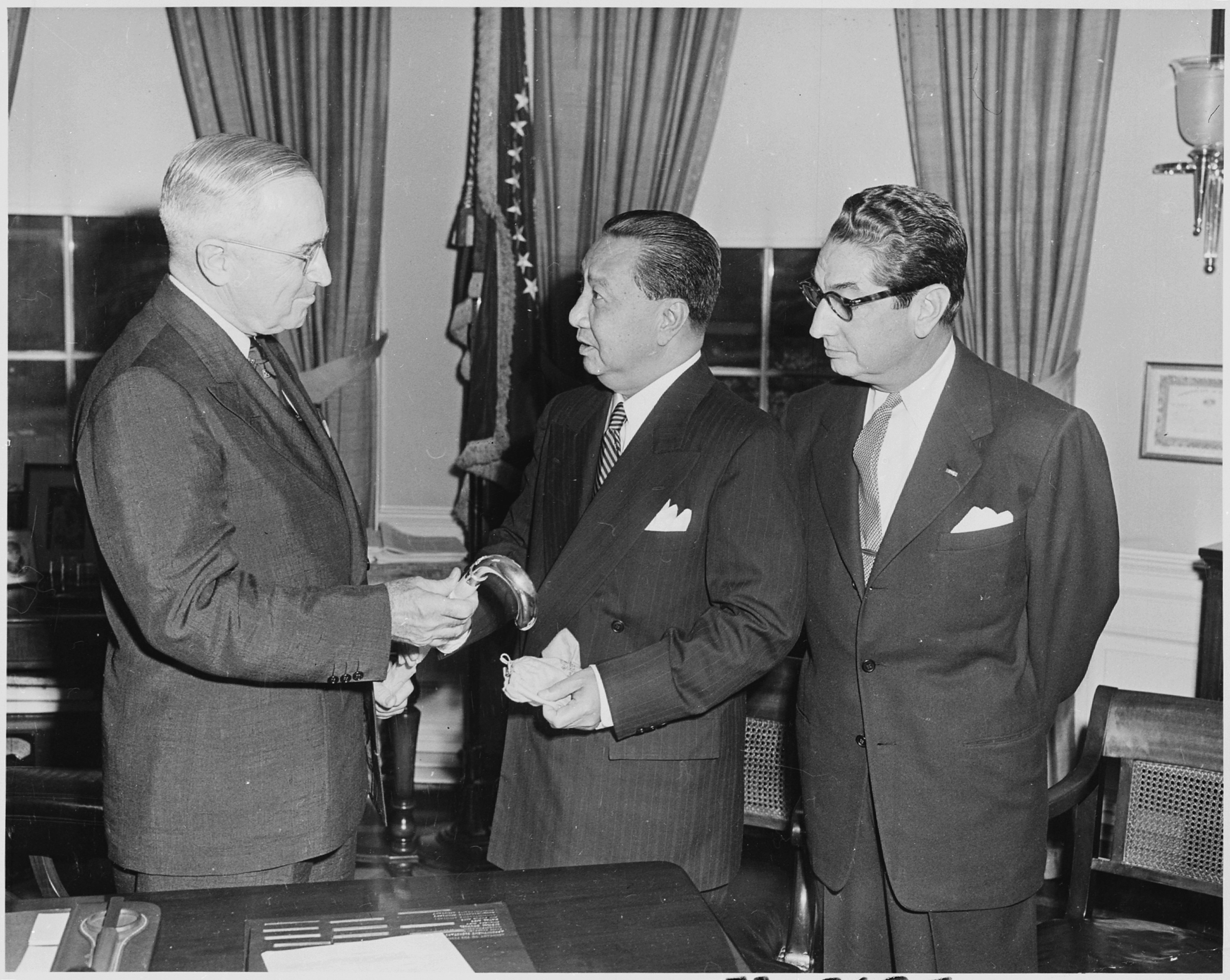
Der US-amerikanische Präsident Truman empfängt Elpidio Quirino im Oval Office.

Als Präsident Roxas am 15. April 1948 verstarb, wurde Vizepräsident Quirino am nächsten Tag aufgrund der Verfassung zum Präsidenten ernannt. Bei der Präsidentschaftswahl 1949 wurde er nach einem Sieg über den Kandidaten der „Nacionalista Party“, den früheren Präsidenten während der japanischen Besatzungszeit José P. Laurel, zum Präsidenten mit 51 Prozent wiedergewählt.
Während seiner Präsidentschaft bemühte er sich um den Wiederaufbau der Philippinen, eine generelle Verbesserung der wirtschaftlichen Einnahmen sowie eine Erhöhung der amerikanischen Finanzhilfen. Andererseits blieben die Probleme ländlicher Gebiete und der sozialen Sicherheit vielfach ungelöst.
Ferner gab es in den Jahren seiner Amtszeit immer wieder kriegerische Auseinandersetzungen mit der aus der antijapanischen Widerstandsbewegung hervorgegangenen kommunistischen Rebellenorganisation Hukbalahap, die erst 1954 unter seinem Nachfolger beigelegt werden konnten.
Während seiner Regierungszeit war die Verwaltung vielfach von Bestechung und Vetternwirtschaft geprägt, obwohl er sich im Wahlkampf 1949 für mehr Vertrauen der Bevölkerung in die Regierung eingesetzt hatte. Die Korruptions- und Bestechlichkeitsvorwürfe gegen Quirino und seine Regierung gipfelten schließlich im ersten Impeachmentverfahren gegen einen philippinischen Präsidenten.
Trotz dieser Kontroversen verblieben zumindest die Erfolge seiner Regierung bei Industrieprojekten, einer Ausweitung der Bewässerung, dem Ausbau des Straßensystems, die Gründung der Zentralbank und lokaler Bankgesellschaften und nicht zuletzt der mit der einstigen Besatzungsmacht Japan geschlossene Friede in positiver Erinnerung.

### Präsidentschaftskandidatur 1953 und Niederlage
Quirino kandidierte 1953 trotz Krankheit erneut als Kandidat einer nunmehr vereinigten „Liberalen Partei“ als Präsident. Bei der Wahl wurde er durch den Kandidaten der „Nacionalista Party“, Ramon Magsaysay mit einem Wahlergebnis von 68,9 Prozent für Magsaysay bei 31,0 Prozent für Quirino besiegt.
Elpidio Quirino zog sich anschließend aus der Politik zurück und verstarb am 29. Februar 1956. Seines Todes wird am 28. Februar gedacht.